# Sonia Asselah
Sonia Asselah (in arabo صونيا عسله‎?; Tizi Ouzou, 20 agosto 1991) è una judoka algerina.
Ha partecipato ai Giochi olimpici di Londra 2012 e Rio de Janeiro 2016. In questa seconda occasione è stata la portabandiera dell'Algeria nel corso della cerimonia di apertura dei Giochi.

## Palmarès

### Competizioni multisportive
- Giochi panafricani

Maputo 2011: argento nei +78 kg
- Giochi panarabi

Doha 2011: oro nell'open, argento nei +78 kg

### Campionati africani
- 14 medaglie:
  - 3 ori (+78kg 2012, Open 2014, +78kg 2017)
  - 6 argenti (+78kg 2014, Open 2015, Open 2016, +78kg 2016, Open 2017,  +78kg 2018)
  - 5 bronzi (+78kg 2010, Open 2010, +78kg 2011, +78kg 2013, +78kg 2015)